# Galliano (banda)
Galliano fue una banda de acid jazz originaria de Londres, creada en 1988. El grupo firmó su primer contrato discográfico con el sello de Eddie Piller y Gilles Peterson, Talkin' Loud. Los miembros originales de la banda fueron Rob Gallagher y Constantine Weir (voces), Michael Snaith y Crispin Robinson (percusión). También participaron en la banda Valerie Etienne, como técnico de sonido en todos sus CD, y otros músicos como Mick Talbot (teclados), Crispin Taylor (batería), Ernie McKone (bajo eléctrico) y Steve Ameedee, también conocido como Uncle Big Man (bailarín).
Galliano obtuvo su mayor éxito en 1994, con The Plot Thickens. La banda aportó el tema de cierre de la película de 1997, de Samuel L. Jackson, One Eight Seven. El tema, "Slack Hands", había aparecido en su álbum de 1996, 4. 
En 1997, Gallagher dio por finalizada la banda.

## Discografía

### Álbumes
Como Galliano
- In Pursuit of the 13th Note - 1991 - Talkin' Loud
- A Joyful Noise unto the Creator - 1992 - Talkin' Loud - UK #28)
- What Colour Our Flag - 1994 - Talkin' Loud
- The Plot Thickens - 1994 - Talkin' Loud (UK #7)
- Thicker Plot (remixes 93-94) - Talkin' Loud
- 4 (Four) - 1996 - Mercury Records
- Live at Liquid Rooms (Tokyo) - 1997 - Talkin' Loud (Mercury Records)

### Sencillos
- "Frederic Lies Still" - 1988
- "Let the Good Times Roll" (The Quiet Boys con Galliano) - 1989
- "Welcome to the Story" - 1990
- "Nothing Has Changed" - 1991 (UK #88)
- "Power and Glory" - 1991
- "Jus' Reach" - 1991
- "Skunk Funk" - 1992 (UK #41)
- "Prince of Peace" - 1992 (UK #47)
- "Jus' Reach (Recycled)" - 1992 (UK #66)
- "Long time Gone - 1994 (UK #15)[1]
- "Twyford Down" - 1994 (UK #37)
- "Ease Your Mind" - 1996 (UK #45)
- "Roofing Tiles" - 1996 (UK #81)